# Menemerus illigeri
Menemerus illigeri là một loài nhện trong họ Salticidae.
Loài này thuộc chi Menemerus. Menemerus illigeri được Jean Victor Audouin miêu tả năm 1826.